# Shah Jahan Begum
Shah Jahan Begum, född 1838, död 1901, var regerande begum (drottning) av Bhopal i Indien.  Hon blev monark under sin mor Sikandar Begums förmyndarskap 1844, men ersattes av sin mor 1860. Hon återuppsattes på tronen efter sin mors död och regerade en andra gång 1868-1901. Hon efterträddes av sin dotter Sultan Jahan Begum av Bhopal. Hon utgav flera böcker på urdu. 
Hon var dotter till Jahangir Muhammad Khan och Sikandar Begum. Hennes mormor Qudsia Begum abdikerade 1837 till förmån för hennes far. Hon besteg tronen vid sex års ålder efter sin fars död 1844, med sin mor som sin ställföreträdande regent. 
Hennes mor regerade med brittiskt stöd, och stödde britterna under sepoyupproret 1857-58. Efter sepoyupproret fick hennes mor 1860 britternas stöd att avsätta henne, och själv gripa makten som regerande monark i eget namn. Hennes mor regerade i åtta år, och Shah Jahan Begum kunde bestiga tronen för andra gången efter sin mors död 1868. 
Hon beskrivs som en framgångsrik och populär regent. Hon levde inte i purdah och bar inte slöja. Hon reformerade skattesystemet, höjde militärens löner, moderniserade armén, byggde en damm, reformerade polisen, genomdrev en folkräkning och införde opiumodling av ekonomiska skäl. Hon ska ha åstadkommit en välskött stat med god ekonomi. 